# Benoît Cassart
Benoît Cassart (nascido em 1970) é um político belga do Movimento Reformista. É um criador de gado de Havelange. Foi eleito Deputado ao Parlamento Europeu (MEP) pelo colégio eleitoral francófono nas eleições para o Parlamento Europeu de 2024.